# 君を守りたい
『君を守りたい』（きみをまもりたい）は、シンガポール製作のテレビドラマである。全1話90分。製作は政府系企業メディアコープ。製作年は2005年。日本ではエー・アイ・アイなどが有料で配信してあり、（H19.12現在配信終了）DVDがポニーキャニオンから販売されている。原題は天使我愛你。

## 出演
- ジン役：フィオナ・シエ
- ゼウス役：ガーミット・シン
- アテナ役：キム・ン
- フォン役：チー・ユイウー
- シャオユエ役：タミー・チェン
- シン役、イェン役：ロイ・チウ
- ボウ役：ピーター・ペン
- スライ役：シルベスター・シム

## スタッフ
- 監督：ポール・ユエン
- 脚本：ホ・チ・レオン、カオ・リエ・ブーン